# Rock Grove Township (Illinois)
Die Rock Grove Township ist eine von 18 Townships im Stephenson County im Nordwesten des US-amerikanischen Bundesstaates Illinois.

## Geografie
Die Rock Grove Township liegt Nordwesten von Illinois an der Grenze zu Wisconsin. Der Mississippi, der die Grenze zu Iowa bildet, befindet sich rund 90 km westlich.
Die Rock Grove Township liegt auf 42°28′44″ nördlicher Breite und 89°29′11″ westlicher Länge und erstreckt sich über 78,7 km².
Die Rock Grove Township liegt im äußersten Nordosten des Stephenson County und grenzt im Osten an das Winnebago County. Im Norden grenzt die Township an das Green County in Wisconsin. Innerhalb des Stephenson County grenzt die Rock Grove Township im Süden an die Rock Run Township, im Südwesten an die Dakota und die Buckeye Township sowie im Westen an die Oneco Township.

## Verkehr
Durch die Township führen keine Fernstraßen. Die wichtigsten Straßen sind die County Highways 4 und 28. Alle weiteren Straßen sind weiter untergeordnete und zum Teil unbefestigte Fahrwege.
Die nächstgelegenen Flugplätze sind der Brodhead Airport (rund 20 km nordöstlich) und der Monroe Municipal Airport (rund 20 km nordwestlich) in Wisconsin sowie der rund 35 km südwestlich der Township gelegene Albertus Airport bei Freeport, dem Zentrum der gesamten Region.

## Bevölkerung
Bei der Volkszählung im Jahr 2010 hatte die Township 1388 Einwohner. Neben Streubesiedlung gibt es in der Rock Grove Township folgende Siedlungen:
- Rock Grove (Unincorporated Community)
- Lake Summerset1 (Census-designated place – CDP)

1 – zu einem kleineren Teil in der Rock Run Township, zu einem größeren im Winnebago County